# على أرض الملل (قصة)
على أرض الملل هي قصة خيالية قصيرة للكاتب الأمريكي فيليب ك.ديك، نُشرت لأول مرة في نوفمبر 1954 في Beyond Fantasy Fiction.

## وصلات خارجية
- Upon the Dull Earth title listing at the Internet Speculative Fiction Database